# Diobelon alpestre
Diobelon alpestre là một loài rêu trong họ Dicranaceae. Loài này được Wahlenb. Hampe mô tả khoa học đầu tiên năm 1873.